# Душ-кабина
Душ-кабината е компактна конструкция с приблизителни дължина 1 метър и ширина 1 метър. Могат да се срещнат следните размери за душ кабини:
- Малки: под 80х80 см.
- Стандартни: около 70х90 см.
- Големи: над 90х90 см.
- По индивидуален размер: широк диапазон

Душ кабината се състои от:
- Под (поддушово корито) - обичайно е пластмасово, но са възможни иработки и от други материали. Съществуват различни форми и размери, според душ кабината.
- Врати - обикновено е стъклена армирана прозрачна врата.
- Душ-слушалка със вертикална стойка за окачане и полимерен маркуч, обвит в пластмасова сребристоцветна спирала и свързващ я с бойлера.
- Канал за оттичаща се замърсена вода, покрит с пластмасова или метална капачка (сифон).
- Електрически бързонагряващ (тип проточен, т.е. постъпващата от водопровода вода директно бива нагрята чрез мощен електрически нагревател и бива отвеждана към душ-слушалката) мини бойлер с мощност 8000 вата с пластмасов водоизолиран корпус.
- Възможно е две от стените ѝ да са облицовани с плочки.